# Caliphruria
Caliphruria é um gênero com 7 espécies de plantas floríferas bulbosas pertencente à familia das Amarilidáceas.

## Espécies
- Caliphruria bonplandii
- Caliphruria candida
- Caliphruria castelnaeana
- Caliphruria hartwegiana
- Caliphruria korsakoffii
- Caliphruria subedentata
- Caliphruria tenera